# Arikhankharer
Arikhankharer là một vị hoàng thái tử của Kush (khoảng năm 15).
Arikhankharer là người con trai cả của vua Natakamani với Amanitore. Vào lúc ông đang là hoàng thái tử, ngôi đền của thần Amun tại Naqa đã được trang hoàng. Arikhankharer được miêu tả trên một phiến đá mà ngày nay được trưng bày tại bảo tàng Nghệ thuật Worcester Art ở Worcester, Mass. Tước hiệu của ông được ghi lại là pkrtr mà có nghĩa là hoàng thái tử.
Arikhankharer đã qua đời khi còn khá trẻ và người em trai của ông là Arikakahtani đã kế vị ngôi vị hoàng thái tử. Theo Reisner, Shorkahor dường như đã được an táng trong kim tự tháp 10 tại Meroe (Bagrawiyah). Trong ngôi mộ của mình, tên ngai của ông được ghi lại là Ankh-ke-re.